# Dama Ali
Le Dama Ali est un vaste volcan bouclier qui se trouve sur la rive nord-ouest du lac Abbe, dans la woreda Afambo de la région Afar à l'est de l'Éthiopie.
Ce volcan de 25 km d'envergure culmine à 1 068 m d'altitude.
La dernière éruption connue du Dama Ali remonte à 1631, où il aurait fait une cinquantaine de morts. On y trouve encore des fumerolles et des sources chaudes, signes de l'activité volcanique.